# Biserica „Sfântul Grigore Decapolitul - Eleonul” a fostului schit Păpușa
Biserica „Sfântul Grigore Decapolitul - Eleonul” a fostului schit Păpușa este un monument istoric aflat pe teritoriul satului Bistrița, comuna Costești.
Biserica este construită din cărămidă și piatră. Are plan treflat, iar deaspura naosului este ridicată o turlă cu tamburul poligonal sprijinit de o bază cubică. Pictura a fost realizată de zugravii Iosif Ieromonahul și Teodosie. A fost ctitorit de boierii Craiovești. Cf pisaniei de la 1712 egumenul Ștefan reface biserica și chiliile. Inițial, biserica și chiliile aferente găzduiau călugării cărturari ai Mănăstirii Bistrița. In 1858 devine biserică parohială.